# 국제 테스트 연구원
국제 시험 서비스 센터(ITSC, International Testing Service Center)는 미국에 본사를 둔 시험 개발 연구 기관으로, 주로 영어 능력 평가를 위한 다양한 시험을 개발하고 시행한다. 대표적인 시험으로는 G-TELP(G-TELP Speaking, G-TELP Writing), 항공영어구술능력증명시험 등이 있다.
1983년, ITSC는 샌디에이고 주립대학교 산하 국제시험서비스센터와 함께 캘리포니아대학교, 로스앤젤레스대학교, 조지타운대학교, 라도국제대학의 교수, 언어학자, 평가 전문가들과 협력하여 영어 시험 개발을 위한 연구를 시작했다. 이 연구는 3년 동안 전 세계 여러 국가(미국, 중국, 일본, 사우디아라비아 등)에서 샘플 조사와 예비시험을 통해 검증되었으며, 1985년부터 공식적으로 시험이 시행되었다.
한국에서는 1986년에 G-TELP KOREA가 설립되어 ITSC의 글로벌 파트너로서 시험을 운영하고 주관하고 있다. G-TELP KOREA는 단순히 시험을 개발하고 운영하는 것을 넘어서, 한국의 영어영문학, 언어학 분야 대학원생들에게 연구비와 해외 학회 참여 비용 등을 지원하는 프로그램도 제공한다. 또한, 2024년에는 ITSC와 전 세계 G-TELP 시행처가 글로벌 컨퍼런스를 개최하기도 했다.
이번 온라인 컨퍼런스에서는 ITSC의 연구진들이 "더 많은 영어 학습자가 G-TELP 시험을 통해 영어 능력을 입증하고, 더 나은 미래를 성취하도록 돕는다"는 사명을 다시 한 번 다짐했다. ITSC는 최신 기술을 적극적으로 도입하여 시험 개발을 이어가고 있으며, 기계 학습과 심층 학습 등 인공지능 기술을 활용해 기존 시험들을 지속적으로 개선하고 새로운 평가 방식을 발전시키고 있다.

## 시행 시험
- G-TELP
- G-TELP Speaking
- G-TELP Writing
- G-TELP Business Speaking
- G-TELP Business Writing
- G-TELP Jr.
- EPTA

## 같이 보기
- 에듀케이셔널 테스팅 서비스
- 한국지텔프위원회